# Schloss Zogenreuth

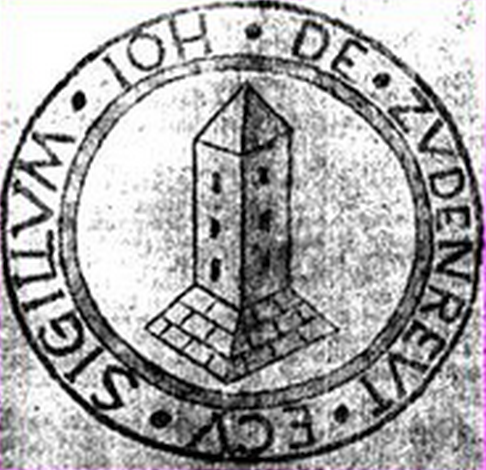
Siegel des Johann Zudenreuther

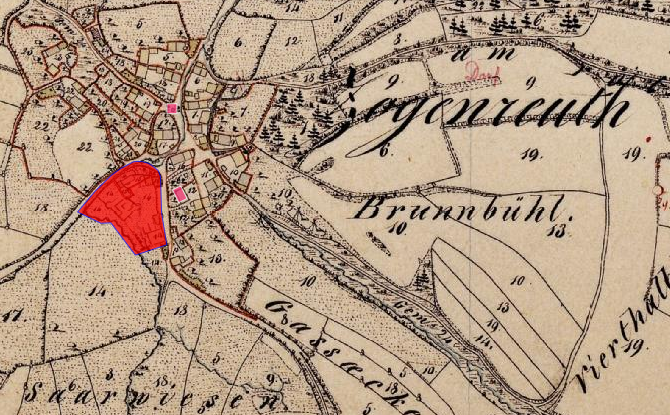
Lageplan von Schloss Zogenreuth auf dem Urkataster von Bayern

Das Schloss Zogenreuth ist ein abgegangenes Schloss in dem Ortsteil Zogenreuth der oberpfälzischen Stadt Auerbach in der Oberpfalz im Landkreis Amberg-Sulzbach von Bayern. Das Schloss ist Anfang des 18. Jahrhunderts abgegangen. Die Anlage wird als Bodendenkmal unter der Aktennummer D-3-6235-0008 im Bayernatlas als „archäologische Befunde des abgegangenen frühneuzeitlichen Schlosses von Zogenreuth, zuvor mittelalterliche Burg“ geführt. 

## Geschichte
Errichtet wurde die Burg vermutlich bereits im 10. Jahrhundert. Zogenreuth war seit 1008 ein Bamberger Lehen. Hier werden vom 12. bis zum 15. Jahrhundert die Zudenreiter oder Zukenreuter als bambergische Ministeriale genannt. Als Besitzer nachweisbar ist Wolfram von Zuodenruit von 1121 bis 1145, der des Öfteren in Bamberger und Michelfelder Urkunden genannt wird. 1180 stiftete er für sein Seelenheil dem Kloster Michelfeld „eine Frau Seburga zusammen mit der Nachkommenschaft ihrer Söhne“; sie mussten miteinander dem Kloster jährlich 10 Pfennige zahlen. Dann wird 1184 Ortunc de Zudenreut genannt, der nach einer Michelfelder Urkunde mit den Rittern von Thurndorf verschwägert ist. 1309 tritt wieder ein Adeliger von Zudenreut in den schriftlichen Aufzeichnungen auf, und zwar Ortung von Zudenreut erhält in diesem Jahr vom Kloster Ensdorf auf Lebenszeit die Vogtei über dessen Güter in Troschenreuth und Mühldorf. Dietrich von Zudenreut vermachte 1324 seinem Bruder Ulrich, der Mönch im Kloster Michelfeld war, einen Zehent in Göttersdorf zugunsten des Klosters. Ein Dietrich von Zudenreut wird 1362 als Pfleger von Thurndorf genannt. Hans Zugenreuter zu Thurndorf und „Ortung von Zudenreut gesessen zu Rotenberg“ (eine Burg bei Schnaittach) verkauften 1373 ihre Vogtei über das Dorf Hagenohe an das Kloster Michelfeld. Dort war 1375 bis 1406 Theodorich von Zugenreut Abt. Die Zogenreuter spielten auch in Auerbach eine bedeutsame Rolle, so waren Berthold der Zudenreuter dort 1414–34 Landschreiber und Kastner und Hans Zudenreuter 1437–64 Landrichter. Der Letzte dieser Familie war Hans Zudenreuter zu Zudenreut, der 1492–99 als „Auserkorener“ zum Landtagsausschuss gehörte. Er hat 1496 in der Frauenkapelle des Klosters Michelfeld die Familienbegräbnisstätte derer von Zudenreut gegründet.
In Zogenreuth folgte als Besitzer 1403 Heinrich Stromer von Auerbach, 1507 und 1518 ist hier ein „Alwegen von Haymenhofen zu Zugenreut“, 1508 Jörg Stör von Störnstein, 1550 bis 1573 Georg von Gravenreuth. 1573 ist hier Soldan von Wilsberg, Landrichter in Auerbach. Drei Jahre später wurde Zogenreuth an Abraham von Feilitsch weiterveräußert, dieser übergab das Gut wiederum 1582 an Konrad von Wallenrodt. 1589 erwarb der bambergische Pfleger von Vilseck Georg Merz Zogenreuth um 6000 Gulden. Ab 1598 bis 1754 sind hier die Herren von Merz von Zogenreuth angesiedelt; sie besaßen zeitweise auch die Hofmark in Alt- und Oberammerthal. Johann Andrä Mertz starb 1754 ohne männlichen Erben und damit fiel das Lehengut Zogenreuth zurück an den Bischof von Bamberg.

## Baulichkeit
Das Schloss stand an der höchsten Stelle eines Bergabhangs am östlichen Rande von Zogenreuth. Das Bauwerk war nicht besonders groß, aber von einer Mauer umgeben. An der Eingangsseite war es durch zwei Türme geschützt. Das Schloss war aus blauschwarzen Eisensandsteinen errichtet und sah deshalb sehr düster aus.
Am 12. September 1632 wurde das Schloss im Dreißigjährigen Krieg durch Kroaten ausgeraubt, dies wiederholte sich 1643, als die Schweden Schloss und Dorf plünderten. Bereits 1715 wird es als baufällig bezeichnet und in den folgenden Jahren abgetragen. 1915 spricht ein Chronist nur mehr von „einer armseligen Ruine“ in Zogenreuth.